# 당 헌종
당 헌종 이순(唐 憲宗 李純, 778년 3월 17일(음력 2월 14일) ~ 820년 2월 14일(음력 1월 27일))은 중국 당(唐)의 제11대 황제(재위 805년 ~ 820년)이다. 당의 중흥지주이자 안사의 난 이후 기울어가던 왕조를 다시 일으켜 세운 황제로 칭송을 받았다.

## 생애
순종의 장남으로 순종이 아직 태자로 있던 대력 13년(778년)에 장안(長安)의 동내(東內)에서 태어났다. 태자의 아들로서 광릉군왕(廣陵郡王)에 봉해졌다가 정원 21년(805년) 4월, 순종이 즉위한 뒤 태자로 세워지고, 4개월만인 8월에 병약한 아버지로부터 양위받아 즉위하였다.
일찍이 순종은 왕숙문(王叔文), 위집선(韋執誼), 유종원(柳宗元), 유우석(劉禹錫) 등을 중용하여 조정의 개혁에 나섰지만 당시 조정을 장악하고 있던 환관 세력의 방해를 받아 이루지 못했고, 양위도 순종 자신의 병약함뿐 아니라 환관 구문진(俱文珍)의 핍박에 못 이겨 불가피하게 이루어진 면이 있었다. 성격이 곧고 과단성이 있었던 헌종은 즉위 후 환관 세력에 맞서고자 두황상(杜黃裳)을 재상으로 등용하였으며, 당 조정의 간섭에서 벗어나 반독립적인 권력을 행사하던 지방 절도사 세력의 통제에 나섰다. 번진(藩鎭) 세력에 맞서 그들에 대한 통제를 강화하기 위한 시책으로서 헌종은 유학자 출신의 번수(藩帥)를 등용하고 감사 임무를 주관하는 감군(監軍)에 환관을 임명하는 등 절도사들의 동태를 감시하는 제도를 시작했다. 당대 명신(名臣)으로 평가받던 무원형(武元衛)이나 이길보(李吉甫) 등도 등용되어 군비를 확장시킨 금군(禁軍)을 적극적으로 활용한 결과, 원화 2년(807년) 진해절도사(鎭海節度使) 이기(李锜)를 정벌한 것을 시작으로 원화 8년(813년)에 위박절도사(魏博節度使) 전흥(田興, 후의 전홍정(田弘正))의 귀복을 받아내고, 당조에 저항적이었던 성덕절도사(成德節度使) 왕승종(王承宗)에 대해서도 공세를 가했으며, 원화 10년(815년)부터 원화 12년(817년)까지, 헌종은 회서절도사(淮西節度使) 오원제(吳元濟)를 토벌해 평정하고(오원제 평정 이후 전국의 번진들은 각자 거느리고 있던 땅을 떼어 바치며 당조에 귀복), 원화 13년(818년)부터는 고구려 유민 출신의 치청절도사(淄淸節度使) 이사도(李師道)에 대한 공략에도 힘을 기울여 이듬해에 그를 평정하는데 성공한다. 안록산의 난 이래 당 왕조에 반항적이던 번진인 하삭 삼진(河朔三鎭)도 당 왕조에 충성을 맹세하여, 쇠퇴하던 당은 일시적으로 중흥기를 맞이하게 된다. 이것을 역사에서는 원화중흥(元和中興)이라 부른다.
그러나 태자로 책봉된 장남 등왕 녕(寧)이 19세로 요절하자 헌종은 비통에 빠진 나머지 불교와 도교에 빠져갔다. 원화 14년 정월에 봉상(鳳翔)에 있던 법문사(法門寺)의 불사리를 장안으로 모셔다 공양하려 한 것에 당시 형부시랑(刑部侍郞)으로 있던 한유(韓愈)가 「논불골표(論佛骨表)」를 지어 간언한 것에 격노하여 그를 조주자사(潮州刺史)로 내쳐버렸다. 국가의 막대한 재물을 들여 불사리를 공양한 헌종의 모습을 《자치통감(資治通鑑)》은 "중사(中使)가 불골(佛骨)을 맞이하여 경사(京師)에 이르자 상이 사흘 동안 그것을 궁중에 두었다가 여러 절에도 돌려 보였다. 왕공(王公), 사민(士民)이 받들어 이를 보면서 두려워하는 데서만 그치지 않고, 불골을 본 사람로서 믿음이 두터운 자는 향을 살라서 이마를 지져 공양하는 자도 있었다(中使迎佛骨至京師, 上留禁中三日, 乃歷送諸寺. 王公士民瞻奉舍施, 唯恐不及. 有謁戶充施者, 有燃香燒頂供養者)."고 적고 있다.
헌종 자신이 환관 세력을 견제하고자 애를 썼지만, 애초에 그의 즉위는 환관들에 의한 것이었으며 헌종 자신이 번진들에 대한 통제를 강화하는 과정에서 다시 환관을 중용할 수밖에 없었다. 또한 도교에서 말하는 불로불사의 술법에 빠져 금단(金丹)을 남용한 나머지 갈 수록 조급증에 빠져 걸핏하면 화를 내고 가까이 있는 환관을 잡아다 매를 때리는 등 정신 이상을 일으키기에 이르렀다. 결국 820년 환관 왕수징(王守澄)과 진홍지(陳弘志)에게 시해당하였다. 향년 43세. 재위 15년만의 일이었다.

## 존호, 시호, 묘호, 능호
초기 존호는 예성문무황제(睿聖文武皇帝)이며, 이후 추가와 개칭을 한 존호는 원화성문신무법천응도황제(元和聖文神武法天應道皇帝)이다.
초기 시호는 성신장무효황제(聖神章武孝皇帝)이며, 이후 개칭한 시호는 소문장무대성지신효황제(昭文章武大聖至神孝皇帝)이다.
묘호는 헌종(憲宗)이며, 능호는 경릉(景陵)이다.

## 가계

### 조부모와 부모
- 조부 : 덕종(德宗) 신무황제(神武皇帝) 이괄(李适)
- 조모 : 소덕황후(昭德皇后) 왕씨(王氏)
- 부친 : 순종(順宗) 지덕황제(至德皇帝) 이송(李誦)
- 모친 : 장헌황후(莊憲皇后) 왕씨(王氏)

### 황후
| 봉호       | 시호                | 이름(성씨) | 별칭  | 재위년도 | 생몰년도  | 국구(장인/장모)                                                 | 능묘       | 비고  |
| ---------- | ------------------- | ---------- | ----- | -------- | --------- | --------------------------------------------------------------- | ---------- | ----- |
| 귀비(貴妃) | 의안황후 (懿安皇后) | 곽씨(郭氏) | [ 1 ] | (추존)   | ? ~ 851년 | 대국공(代國公) 곽애(郭曖) 제국소의공주(齊國昭懿公主) 이씨(李氏) | 경릉(景陵) | [ 2 ] |
| 궁인(宮人) | 효명황후 (孝明皇后) | 정씨(鄭氏) | [ 3 ] | (추존)   | ? ~ 865년 | 정우(鄭祐)                                                      | 경릉(景陵) | [ 2 ] |

### 후궁
| 봉호(시호) | 별칭 | 이름(성씨) | 생몰년도 | 비고 |
| ---------- | ---- | ---------- | -------- | ---- |
| 현비(賢妃) |      | 왕씨(王氏) |          |      |
| 비(妃)     |      | 기씨(紀氏) |          |      |
| 소의(昭儀) |      | 하씨(何氏) |          |      |
| 태의(太儀) |      | 허씨(許氏) |          |      |
| 태의(太儀) |      | 설씨(薛氏) |          |      |
| 태의(太儀) |      | 양씨(楊氏) |          |      |
| 첩여(婕妤) |      | 맹씨(孟氏) |          |      |
| 미인(美人) |      | 기씨(紀氏) |          |      |
| 미인(美人) |      | 허씨(許氏) |          |      |
| 재인(才人) |      | 윤씨(尹氏) |          |      |
| 재인(才人) |      | 단씨(段氏) |          |      |
| 재인(才人) |      | 곽씨(郭氏) |          |      |
|            |      | 두씨(杜氏) |          |      |
|            |      | 조씨(趙氏) |          |      |
|            |      | 정씨(鄭氏) |          |      |

### 자녀

#### 황자
| -    | 봉호           | 시호       | 이름                  | 생몰년도      | 생모          | 자식      | 별칭   | 비고                    |
| ---- | -------------- | ---------- | --------------------- | ------------- | ------------- | --------- | ------ | ----------------------- |
| 장남 | 황태자(皇太子) | 혜소(惠昭) | 이주(李宙) 이녕(李寧) | 793년 ~ 812년 | 미인 기씨     |           | [ 4 ]  | [ 5 ]                   |
| 차남 | 예왕(澧王)     |            | 이관(李寬) 이운(李惲) | 794년 ~ 820년 |               | 3남       | [ 6 ]  | [ 7 ]                   |
| 3남  | 황태자(皇太子) |            | 이유(李宥) 이항(李恒) | 795년 ~ 824년 | 의안황후 곽씨 | 9남 8녀   | [ 8 ]  | 제12대 황제 목종(穆宗). |
| 4남  | 심왕(深王)     |            | 이찰(李察) 이종(李悰) |               |               | 2남       | [ 9 ]  |                         |
| 5남  | 강왕(絳王)     |            | 이료(李寮) 이오(李悟) | ? ~ 827년     |               | 2남 1녀   | [ 10 ] |                         |
| 6남  | 양왕(洋王)     |            | 이환(李寰) 이흔(李忻) | 801년 ~ 828년 |               | 1남       | [ 11 ] |                         |
| 7남  | 건왕(建王)     |            | 이심(李審) 이각(李恪) | 805년 ~ 821년 |               | 1남       |        | [ 12 ]                  |
| 8남  | 부왕(鄜王)     |            | 이경(李憬)            | ? ~ 839년     |               | 1남       |        |                         |
| 9남  | 경왕(瓊王)     |            | 이열(李悅)            | ? ~ 840년     | 태의 양씨     | 2남       |        |                         |
| 10남 | 면왕(沔王)     |            | 이순(李恂)            | 808년 ~ 844년 | 궁인 두씨     | 1남       |        |                         |
| 11남 | 무왕(㜈王)     |            | 이역(李懌)            |               |               | 1남       |        |                         |
| 12남 | 무왕(茂王)     |            | 이음(李愔)            | 809년 ~ 853년 | 궁인 조씨     | 1남       |        |                         |
| 13남 | 황태숙(皇太叔) |            | 이이(李怡) 이침(李忱) | 810년 ~ 859년 | 효명황후 정씨 | 12남 11녀 | [ 13 ] | 제16대 황제 선종(宣宗). |
| 14남 | 치왕(淄王)     |            | 이협(李恊)            | ? ~ 836년     |               | 3남       |        |                         |
| 15남 | 형왕(衡王)     |            | 이담(李憺)            |               |               | 1남       |        |                         |
| 16남 | 전왕(澶王)     |            | 이충(李㤝)            |               |               | 1남       |        |                         |
| 17남 | 체왕(棣王)     |            | 이췌(李惴)            | ? ~ 862년     |               |           |        |                         |
| 18남 | 팽왕(彭王)     |            | 이척(李惕)            | ? ~ 897년     |               |           |        |                         |
| 19남 | 신왕(信王)     |            | 이탄(李憻)            | ? ~ 867년     |               |           |        |                         |
| 20남 | 영왕(荣王)     |            | 이책(李㥽)            | 815년 ~ 880년 |               |           |        |                         |

#### 황녀
| -    | 봉호                | 시호       | 이름 | 생몰년도      | 생모          | 부마                      | 별칭   | 비고    |
| ---- | ------------------- | ---------- | ---- | ------------- | ------------- | ------------------------- | ------ | ------- |
| 장녀 | 양국공주 (梁國公主) | 혜강(惠康) |      |               |               | 우계우(于季友)            | [ 14 ] |         |
| 차녀 | 영가공주 (永嘉公主) |            |      |               |               |                           |        | [ 15 ]  |
| 3녀  | 형양공주 (衡陽公主) |            |      |               |               |                           |        | 요절함. |
| 4녀  | 선성공주 (宣城公主) |            |      |               |               | 심의(沈礒)                |        |         |
| 5녀  | 정국공주 (鄭國公主) | 온의(溫儀) |      | 798년 ~ 851년 |               | 위양(韋讓)                | [ 16 ] |         |
| 6녀  | 기양공주 (岐陽公主) | 장숙(莊淑) |      | ? ~ 837년     | 의안황후 곽씨 | 빈국공(邠國公) 두종(杜悰) | [ 17 ] |         |
| 7녀  | 진류공주 (陳留公主) |            |      |               |               | 배손(裵損)                |        |         |
| 8녀  | 진녕공주 (眞寧公主) |            |      |               |               | 설굉(薛翃)                |        |         |
| 9녀  | 남강공주 (南康公主) |            |      |               | 태의 허씨     | 심분(沈汾)                |        |         |
| 10녀 | 임진공주 (臨眞公主) |            |      |               |               | 위수(衛洙)                | [ 18 ] |         |
| 11녀 | 보강공주 (普康公主) |            |      |               |               |                           |        | 요절함. |
| 12녀 | 진원공주 (眞源公主) |            |      |               |               | 두중립(杜中立)            | [ 19 ] |         |
| 13녀 | 영순공주 (永順公主) |            |      |               |               | 유홍경(劉弘景)            |        |         |
| 14녀 | 안평공주 (安平公主) |            |      |               | 효명황후 정씨 | 유이(劉異)                |        |         |
| 15녀 | 영안공주 (永安公主) |            |      |               |               |                           |        | [ 15 ]  |
| 16녀 | 의령공주 (義寧公主) |            |      |               |               |                           |        | 요절함. |
| 17녀 | 정안공주 (定安公主) |            |      |               |               | 숭덕 가한(崇德 可汗)      |        | [ 20 ]  |
| 18녀 | 귀향공주 (貴鄕公主) |            |      |               |               |                           |        | 요절함. |

## 기년
| 헌종        | 원년            | 2년        | 3년        | 4년        | 5년        | 6년        | 7년        | 8년        | 9년        | 10년       |
| ----------- | --------------- | ---------- | ---------- | ---------- | ---------- | ---------- | ---------- | ---------- | ---------- | ---------- |
| 서력 (西曆) | 806년           | 807년      | 808년      | 809년      | 810년      | 811년      | 812년      | 813년      | 814년      | 815년      |
| 간지 (干支) | 병술(丙戌)      | 정해(丁亥) | 무자(戊子) | 기축(己丑) | 경인(庚寅) | 신묘(辛卯) | 임진(壬辰) | 계사(癸巳) | 갑오(甲午) | 을미(乙未) |
| 연호 (年號) | 원화(元和) 원년 | 2년        | 3년        | 4년        | 5년        | 6년        | 7년        | 8년        | 9년        | 10년       |
| 헌종        | 11년            | 12년       | 13년       | 14년       | 15년       |            |            |            |            |            |
| 서력 (西曆) | 816년           | 817년      | 818년      | 819년      | 820년      |            |            |            |            |            |
| 간지 (干支) | 병신(丙申)      | 정유(丁酉) | 무술(戊戌) | 기해(己亥) | 경자(庚子) |            |            |            |            |            |
| 연호 (年號) | 11년            | 12년       | 13년       | 14년       | 15년       |            |            |            |            |            |